# ذات‌الکرسی
ذات‌الکُرسی، خداوند کرسی یا کاسیوپیا (به انگلیسی: Cassiopeia)، از صورت‌های فلکی است که در نیم‌کره شمالی زمین دیده می‌شود.
پیکر Wشکل این صورت فلکی به آسانی قابل مشاهده است. دو ستارهٔ انتهایی آن راهنمای خوبی برای پیدا کردن اسب بزرگ است.
ذات‌الکرسی نخستین بار توسط عبدالرحمان صوفی رازی با چشم غیرمسلح رصد شد و مورد مطالعه قرار گرفت. ذات‌الکرسی به معنی دارنده کرسی است.

## نام
نام این صورت فلکی در عربی مَرأة ذات الکُرسی یا همان ذاتُ الکرسی است. مرأة به معنای زن است، و ذات به معنای «صاحب، دارنده»، و کُرسی به معنای «تخت، سریر، اورنگ» است. در نتیجه معنای آن «زن صاحب سریر، زن کُرسی‌دار» است.
از نام‌های دیگر آن در فارسی «خداوند کُرسی» یا «خداوند اورنگ» است. در گذشته یکی از معانی «خداوند» عبارت بوده از «دارنده، دارا، صاحب». در نتیجه معنای آن همان «دارای کرسی» است. این صورت فلکی را «خداوند عَرش» و «خداوند مِنبر» هم نامیده‌اند. عَرش هم به معنای «اورنگ، تخت و سریر پادشاه» است، و مِنبر به معنای «کرسی چندپله برای خطیب یا واعظ». در نتیجه معنای آن همان «تخت‌نشین» «دارای اورنگ» و «دارای منبر» است.
این صورت فلکی شبیه یک صندلی (کرسی، عرش، منبر) است؛ و زنی والامقام نشسته بر آن تصور شده‌است. به همین دلیل نام‌های دیگر این صورت فلکی «عرش» و «منبر» است.
در اساطیر یونانی، زنِ روی صندلی را کاسیوپیا(Cassiopeia) دانسته‌اند، که در عربی و فارسی به شکل کاسیوپه یا قاسیوپه تبدیل شده است.

## ستاره‌ها
دو ستاره مهم و پرنور آن صَدر و کَفُّ‌الخَضیب (به معنای کف دست رنگ شده) می‌باشند.
- فهرست ستاره‌های ذات‌الکرسی

## ویژگی‌ها

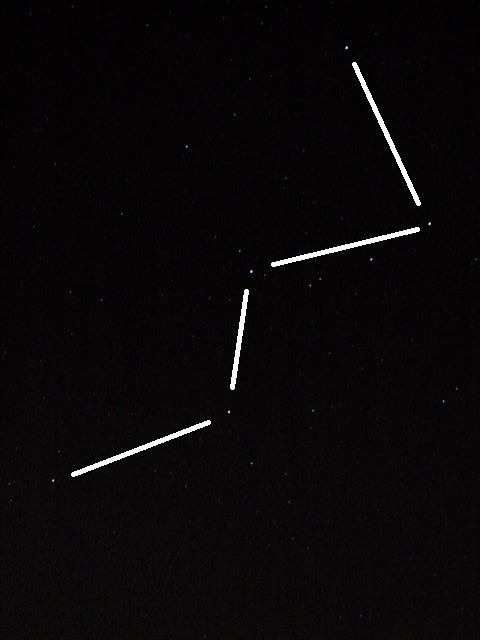
عکس از Randal J در سال ۲۰۰۴ که ذات الکرسی را نشان می‌دهد

این پیکر آسمانی بهترین نقطهٔ شروع برای یافتن ستارگان در پاییز است. پنج ستارهٔ اصلی آن، در حالت اوج ارتفاع و نسبت به جهت شمال سماوی شبیه به حرف M و در حالت نزدیک به افق مانند حرف W دیده می‌شود و با اینکه هیچ‌کدام روشنتر از قدر اول نیستند به راحتی می‌توان شکل W یا M را مشاهده کرد. درخشانترین ستارهٔ ذات الکرسی ستارهٔ صدر (Schedar) در راس غربی W واقع است این ستاره نزدیک به خط گرینویچ آسمان است.
اگر از ستاره میانی صورت فلکی ذات الکرسی نسبت به ضلع شرقی مجاور آن خطی عمود ۷ برابر ضلع مذکور در راستای سمت باز صورت فلکی امتداد دهیم به ستاره قطبی می‌رسیم.
اگر از ستارهٔ میانی W یعنی گاما-تخت‌نشین، خطی فرضی را به صدر وصل کنیم و آن را ۱۰ برابر فاصلهٔ دو ستاره امتداد دهیم به صورت فلکی بزرگ فرس اعظم یا اسب بالدار می‌رسیم. ستارگان اصلی آن مربع بزرگی را می‌سازند که مربع فرس اعظم نامیده می‌شود و قدر ستارگان آن کمتر از قدر اول است. در یک شب تاریک برای امتحان تیزبین بودنتان می‌توانید ستارگان درون آن را بشمارید که به بیش از ۱۲ تا هم می‌رسند.
چارگوش بزرگ (Great square) پگاسوس (Pegasus) در افسانه‌ها اسب بالداری بوده، به گونه‌ای که مربع بزرگ، بدن و بالهای آن را تشکیل می‌دهد. ستارگان بزرگ از بالا طرف راست در جهت عقربه‌های ساعت به ترتیب ساق (Scheat)، مرکب (Markab)، جنب (Algenib) و سرةالفرس (Alpheratz) نام دارد، سرةالفرس ستارهٔ فوقانی چپ مربع، در واقع متعلق به پیکر زن برزنجیر (آندرومدا) است که شامل دو ردیف از ستارگان قدر سوم و چهارم است که یک V با دهانهٔ تنگ تشکیل می‌دهند و نوک این V را ستارهٔ فرس می‌سازد.
اگر در آندرومدا، دومین جفت ستارهٔ شکلV را بسوی تخت‌نشین و به اندازهٔ فاصله خودشان امتداد دهیم به یک لکهٔ نورانی می‌رسیم که کهکشان مارپیچی M۳۱ نام دارد. این کهکشان شبیه کهکشان راه شیری است که درفاصلهٔ ۲٫۹ میلیون سال نوری از ما قرار گرفته و نزدیک‌ترین کهکشان از نظر فاصله‌است و با چشم غیرمسلح نیز دیده می‌شود.
اگر دو ستارهٔ آلفا و بتا که در راس عمودی ذات الکرسی قرار دارد را در جهت بتا دنبال کنیم، به صورت فلکی قیفاووس (Cepheus) می‌رسیم که درخشان‌ترین ستارهٔ آن الدرامین (Alderamin) است که در عربی بازوی راست معنی می‌دهد و ستارهٔ درخشان بعد از آلدرامین، الفرق (Alphirk) است. ستارهٔ دلتا در قیفاووس، ستارهٔ متغیر معروفی است که درخشندگی آن هر ۵٫۳ روز بین ۴٫۱+ تا ۵٫۲+ تغییر می‌کند.
این سه صورت فلکی در اساطیر باستان با هم خانواده‌ای را تشکیل می‌دهند که آندرومدا شاهدخت اتیوپی دختر قیفاووس و کاسیوپیا (ذات الکرسی) بوده‌است. دو رشته ستارگان آندرومدا را می‌توان به دو پای اسب تشبیه کرد. کاسیوپیا (Cassiopeia) یا تخت‌نشین، ملکهٔ اتیوپی، مادر آندرومدا، طبق افسانه‌ها بر روی تختی نشسته‌است که چندان راحت نیست! و پادشاه اتیوپی پدر آندرومدا، قیفاووس است.

## اجرام عمقی آسمان
- ان‌جی‌سی ۲۸۱
- سحابی قلب